# Шола, Афанасий
Афанасий Шола (1878, Триест — 19 сентября 1955, Сараево) — австро-венгерский и югославский сербский политик и деятель культуры из Боснии и Герцеговины. Занимал должности председателя Народного правительства Боснии и Герцеговины с 3 ноября 1918 по 31 января 1919 года и председателя областного правительства Боснии и Герцеговины с 1 февраля 1919 года по 11 июля 1921 года.

## Молодость и образование
Родился в 1878 году в Триесте (точная дата рождения неизвестна), где его отец Йован нашёл убежище от турок. Род Шола был видной купеческой семьёй: дед Афанасия, Ристо Шола, был богатым купцом, одним из самых активных и образованных деятелей культуры в Мостаре ответственным за инспектирование школы в Житомисличском монастыре. Старший двоюродный брат Афанасия Воислав Шола был известным сербским политиком. Йован Шола работал в Триесте торговым представителем, а после смерти своей жены вернулся в 1886 году в Мостар с двумя маленькими детьми. В детстве Афанасий посещал сербское певческое и культурно-просветительское общество «Гусле» и спектакли при нём, которые организовывали Алекса Шантич, Светозар Чорович и Йован Дучич. Шола не посещал начальную школу, но получил домашнее образование, а затем сдал экзамены в Мостаре. После этого год учился в Триесте, затем шесть лет получал образование в Париже, где окончил гимназию и три семестра изучал французскую литературу. Из-за болезни отца в 1899 году был вынужден прекратить получение образования и вернуться в Мостар, чтобы управлять семейным торговым бизнесом.

## Культурная деятельность
В молодости Шола был активным деятелем общества «Гусле» и некоторое время занимал должность его секретаря. Он также был режиссёром театральных спектаклей, занимаясь этим с 1899 по 1904 год. Как театральный критик повлиял на становление своего друга Чоровича как драматурга. С 1904 по 1908 год была председателем общества «Гусле». Вместе с Алексой Шантичем, Светозаром Чоровичем и Йованом Дучием начал в 1895 году выпуск литературного журнала «Зора», первым автором идеи создания которого был Светозар Чорович. Первый выпуск вышел в свет в 1896 году. Афанасий был редактором «Зоры» с 1900 по 1901 год — как раз в то время, когда, пройдя полный, вернулся из Парижа после завершения обучения. Журнал «Зора» был закрыт в 1901 году вследствие финансовых причин, а также чтобы можно было сосредоточиться на работе над начавшим выходить в то время изданием «Српски књижевни гласник».

## Политическая деятельность
В 1907 году в Мостаре был основан журнал «Народ», среди создателей которого были Алекса Шантич, Никола Стоянович, Светозар Чорович, Душан Василевич, Коста Костич, Лука Грдич, Милан Радулович, Лазарь Миличевич и Афанасий Шола. Ристо Радулович был главным редактором. Шола в 1907 году избран депутатом в сейм Боснии и Герцеговины. Шола принадлежал к парламентской фракции, сформировавшейся вокруг журнала «Народ», около которой стала собираться оппозиция и которая получила название Народной группы. Народная группа выступала в поддержку полной политической автономии Боснии и Герцеговины в качестве составной части Османской империи, а также за демократическую и парламентскую форму правления. Такого рода автономия рассматривалась лишь как переходный этап перед последующим объединением с Сербией и Черногорией. В эту группу помимо Афанасия Шолы входили Урош Крул, Ристо Радулович, Василь Грчич, Шчепан Грчич, Никола Стоянович, Алекса Шантич, Светозар Чорович, Коста Куюнджич, Глигорий Ефтанович, Душан Василевич и Милан Сршкич. Афанасий Шола был также одним из главных авторов издания «Српска ријеч», издававшегося в Сараеве с 1905 по 1914 год. Шола сыграл значительную роль в разоблачении австрийского шпиона Джорджа Настича. После официальной аннексии Боснии и Герцеговины Австро-Венгрией Афанасий Шола, Душан Василевич и Ристо Радулович вместе с несколькими сербскими и мусульманскими делегатами отправились в Париж, Лондон, Берлин, Санкт-Петербург и Белград, дабы выступать против аннексии. Впоследствии к ним присоединились Никола Стоянович, Урош Крул и Василь Грчич. В апреле 1909 года Шола принял участие в панславистском конгрессе в Санкт-Петербурге.

## Председатель сербской парламентской фракции
Шола был избран депутатом сейма Боснии и Герцеговины в 1912 году. С 1912 по 1914 год он был главной сербской парламентской фракции «Народ». В то время он направлялся с секретными заданиями в Белград и Цетине, а также работал с представителями хорватско-сербской коалиции. Часто сотрудничал с Николой Пашичем. В отличие от группы, сформировавшейся вокруг Петара Кочича, стремился проводить политику улучшения положение сербов посредством политической борьбы в парламенте, пытаясь найти компромисс с австро-венгерским правительства во главе с Оскаром Потиореком. Сторонники Петара Кочича обвиняли Народную группу в ведении слишком компромиссной политики. Группа Кочича выступала за скорейшее осуществление земельной реформы. Хотя её члены критиковали компромиссную политику Шолы, но считали, что он лично поступает правильно и, возможно, является лучшим среди представителей Народной группы. В конце 1913 года группа Кочича и Народная группа Шолы создали единую предвыборную коалицию. Они демонстративно покинули заседание парламента в конце 1913 года из-за дискриминационной политики властей в отношении сербского народа. Афанасий Шола выступал за сотрудничество православных сербов с мусульманами и хорватами. До Первой мировой войны много сотрудничал с далматинскими политиками Анте Трумбичем и Йосипом Смодлакой. С ними, а также с Николой Стояновичем Шола участвовал в январе 1913 года на состоявшемся в Сплите заседании, на котором было решено, что после освобождения всех южнославянских народов они должны объединиться в одно государство с главенствующей ролью в нём Сербии.

## Тюремное заключение
После Сараевского убийства в Боснии началось преследование видных сербских деятелей, и Шола был арестован в июле 1914 года как выдный культурный и политический деятель. До завершения судебного процесса бнаходился в заключении в Мостаре, Сараеве и Баня-Луке. Был осуждён на процессе в Баня-Луке по обвинению в государственной измене и приговорён 22 апреля 1916 года к 12 годам заключения в тюрьме строгого режима. В частности, обвинялся в частых поездках в Белград и сотрудничестве с Сербией, особенно с организацией «Народная оборона». Отбывал заключение в Невесине, Зенице и Травнике. На свободу вышел в конце октября 1918 года в связи с распадом Австро-Венгрии.

## Председатель областного правительства Боснии и Герцеговины
Сразу же после освобождения из тюрьмы Шола был назначен председателем Народного совета словенцев, хорватов и сербов в Боснии и Герцеговине. Народный совет сформировал народное правительство, и Афанасий Шола 3 ноября 1918 стал председателем Народного правительства Боснии и Герцеговины. Народное правительство немедленно освободило всех остававшихся в тюрьмах политических заключённых. Шола в должности председателя способствовал стабилизации политической ситуации. Совместно со Светозаром Прибичевичем, бывшем главной народного совета Загреба, играл существенную роль в начальном процессе объединения югославских территорий. После образования Королевства сербов, хорватов и словенцев остался на должности председателя Народного совета Сараева. Народный совет впоследствии был преобразован в областное правительство Боснии и Герцеговины, а Шола 1 февраля 1919 года стал его председателем. Областное правительство было 11 июля 1921 года заменено краевой администрацией Боснии и Герцеговины. По просьбе Светозара Прибичевича Шола руководил съездом в Сараеве 15—16 февраля 1919 года, на котором была создана Демократическая партия Югославии, и большинство бывших членов политического общества «Народа» вступили в неё. По настоянию Светозара и будучи председателем областного правительства, Шола участвовал в разгоне съезда Народной радикальной партии в Сараеве 18 мая 1919 года.

## Последующая жизнь
В конце 1919 года Шола ушёл в отставку с поста председателя областного правительства. После этого он непродолжительное время служил послом в Копенгагене. Возвратившись в Сараево, жил на назначенную ему пенсию. Ранее его кандидатура рассматривалась на должность секретаря регента, однако регент её не одобрил. Как убеждённый сторонник единства Югославии, поддерживал деятельность Организации югославских националистов, созданной 23 марта 1921 года в Сплите. После раскола в Демократической партии остался сторонником Любомира Давидовича. В 1932 году был избран сенатором Дринской бановины. В 1933 году стал членом Югославский национальной партии.
Во время и после Второй мировой войны жил в одиночестве в своём доме в Сараеве. В 1945 году восстановил культурное общество «Гусле», однако оно было упразднено коммунистическими властями в 1948 году. Скончался в Сараеве 19 сентября 1955 года.